# Conure à front brun
Rhynchopsitta terrisi
Espèce
Statut de conservation UICN

 EN C2a(ii) : En danger
Statut CITES
La Conure à front brun (Rhynchopsitta terrisi) est une espèce d'oiseaux de la famille des Psittacidae.

## Description
Longtemps considéré comme une sous-espèce de la Conure à gros bec (R. pachyrhyncha), cet oiseau s'en distingue par son plumage vert plus intense et foncé et par une coloration violet rouge des marques qui agrémentent celui-ci.

## Répartition
Son aire restreinte s'étend à travers une petite zone de la Sierra Madre orientale (Mexique).